# Hrvatski hidrografski institut
Hrvatski hidrografski institut (kratica: HHI) javna je ustanova za obavljanje hidrografske djelatnosti od interesa za Republiku Hrvatsku. Sjedište Instituta je u Splitu.
Službeni naziv Instituta na engleskom jeziku je Hydrographic Institute of the Republic of Croatia, a koristi se i Croatian Hydrographic Institute.
Institut obavlja sljedeće hidrografske djelatnosti:
- hidrografsku izmjeru mora, marinsku geodeziju, geodetska i druga snimanja objekata u priobalju, mora, morskog dna i podmorja, geologiju i geofiziku mora, oceanologiju i zaštitu okoliša u dijelu od značaja za hidrografiju i hidrografsko-navigacijsko osiguranje plovidbe, istraživanje,
- hidrografsko-navigacijsko osiguranje plovidbe morem za sve brodove i brodice utvrđene ovim Zakonom; službu navigacijskih obavijesti (radiooglasa), prikupljanje, obrada i razmjena hidrografskih i navigacijskih obavijesti radi održavanja u ispravnom stanju službenih pomorskih navigacijskih karata i priručnika, te obavljanje izmjena i dopuna tih podataka u "Oglasu za pomorce",
- obavljanje poslova Nacionalnog usklađivača u prikupljanju, obradi i prosljeđivanju pomorskih sigurnosnih informacija (MSI), u skladu s preporukama Međunarodne hidrografske organizacije (IHO) i Međunarodne pomorske organizacije (IMO),
- projektiranje, izradu, izdavanje i održavanje službenih pomorskih navigacijskih karata i priručnika, njihovo usklađivanje s IHO i IMO-preporukama, te održavanje i pohranjivanje izvornika,
- opisivanje i ucrtavanje geodetsko određene granice suvereniteta Republike Hrvatske na moru, uvažavajući druge propise kojima se regulira državna granica, održavanje i praćenje baze službenih podataka o moru iz područja: navigacije, hidrografije (objekti na moru i podmorju), kartografije, geologije, geofizike i oceanologije (kolebanje razine mora, valovi, struje mora, termohalinska, hidroakustička i optička svojstva mora, hidrometeorologija i sl.), te ustrojavanje i vođenje pomorskog katastra,
- predstavljanje Republike Hrvatske u IHO-u i drugim međunarodnim organizacijama za područje svoje djelatnosti, s kojima samostalno surađuje,
- ostale djelatnosti i to:
  - vođenje hidrografskog informacijskog sustava,
  - organiziranje službe bdijenja, mreže stalnih i povremenih postaja i podstanica za prikupljanje podataka,
  - nadzor pouzdanosti mjernih metoda iz područja hidrografske djelatnosti,
  - poslovi iz područja hidrografske djelatnosti utvrđeni Pomorskim zakonikom i drugim zakonima,
  - nakladnička i tiskarska djelatnost, te podjela i prodaja pomorskih navigacijskih karata i priručnika, čija je primjena obvezna za sigurnost plovidbe.

## Vanjske poveznice
- Hrvatski hidrografski institut
- Hrvatski hidrografski institut Hrvatska tehnička enciklopedija, portal hrvatske tehničke baštine. LZMK